# Måsjötjärnen
Måsjötjärnen är en sjö i Kramfors kommun i Ångermanland och ingår i Ångermanälvens huvudavrinningsområde. Sjön har en area på 0,0558 kvadratkilometer och ligger 248,6 meter över havet. Sjön avvattnas av vattendraget Sjögarån.

## Delavrinningsområde
Måsjötjärnen ingår i det delavrinningsområde (699320-160665) som SMHI kallar för Utloppet av Måsjön. Medelhöjden är 258 meter över havet och ytan är 2,89 kvadratkilometer. Det finns inga avrinningsområden uppströms utan avrinningsområdet är högsta punkten. Sjögarån som avvattnar avrinningsområdet har biflödesordning 3, vilket innebär att vattnet flödar genom totalt 3 vattendrag innan det når havet efter 14 kilometer. Avrinningsområdet består mestadels av skog (85 procent). Avrinningsområdet har 0,42 kvadratkilometer vattenytor vilket ger det en sjöprocent på 14,4 procent.